# Salvador de Zapardiel
Salvador de Zapardiel es un municipio y localidad española de la provincia de Valladolid, en la comunidad autónoma de Castilla y León. Tiene como pedanías a Honcalada y al Caserío de San Llorente.
La economía del municipio se centra en el sector primario agrícola (principalmente cerealístico) y ganadero (ganadería ovina), conservándose las vías pecuarias tradicionales, siendo la principal la que sigue desde el río Viejo en los prados y luego por el arroyo de las Regueras. A su vez, en el pueblo existen servicios como el bar, un taller y botiquín, un salón de fiestas (centro social y cultural del municipio), parada de autobús e instalaciones deportivas (pista de fútbol y frontón).

## Geografía

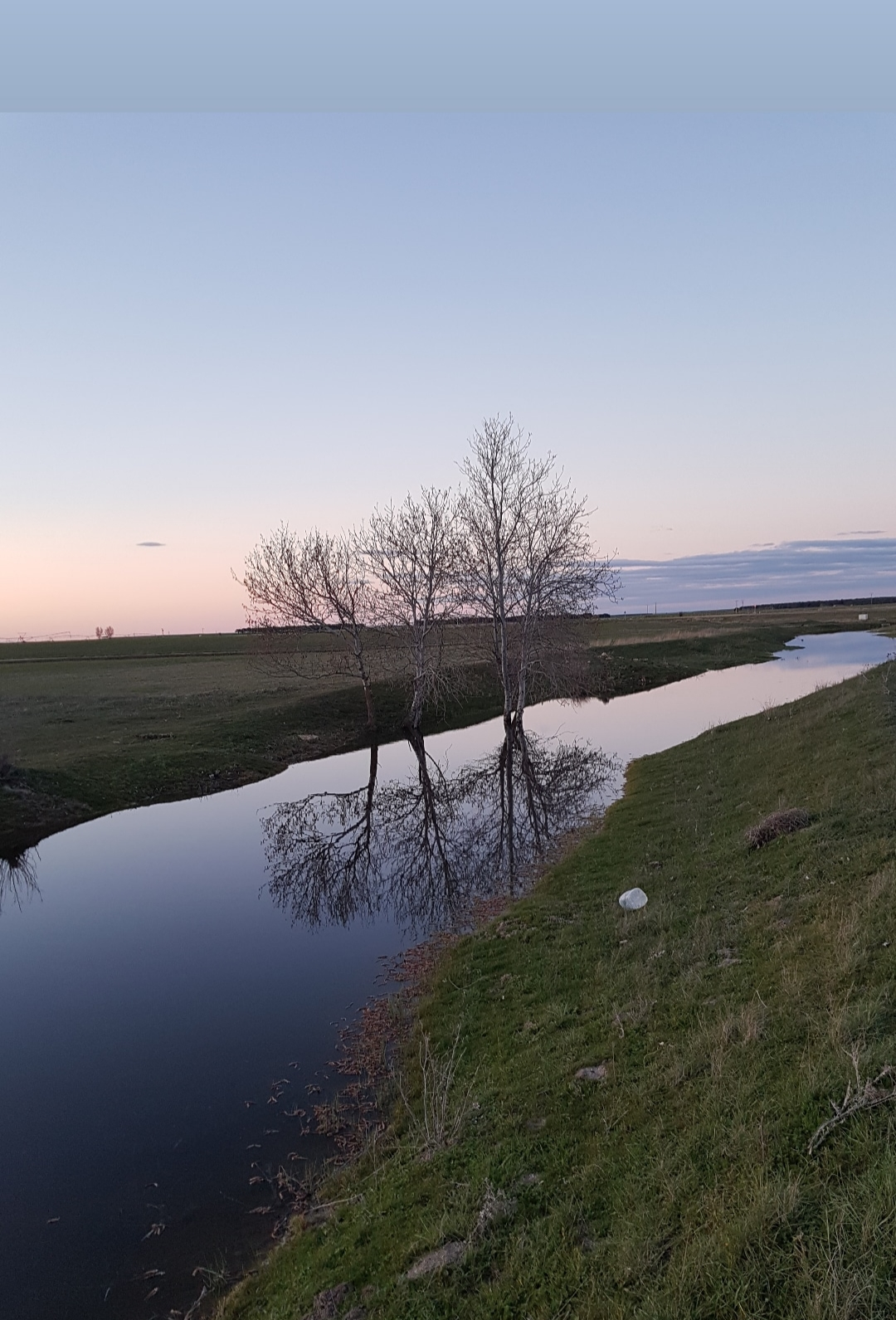
Atardecer en Salvador de Zapardiel en el río Viejo y unos pocos ejemplares de Populus Alba

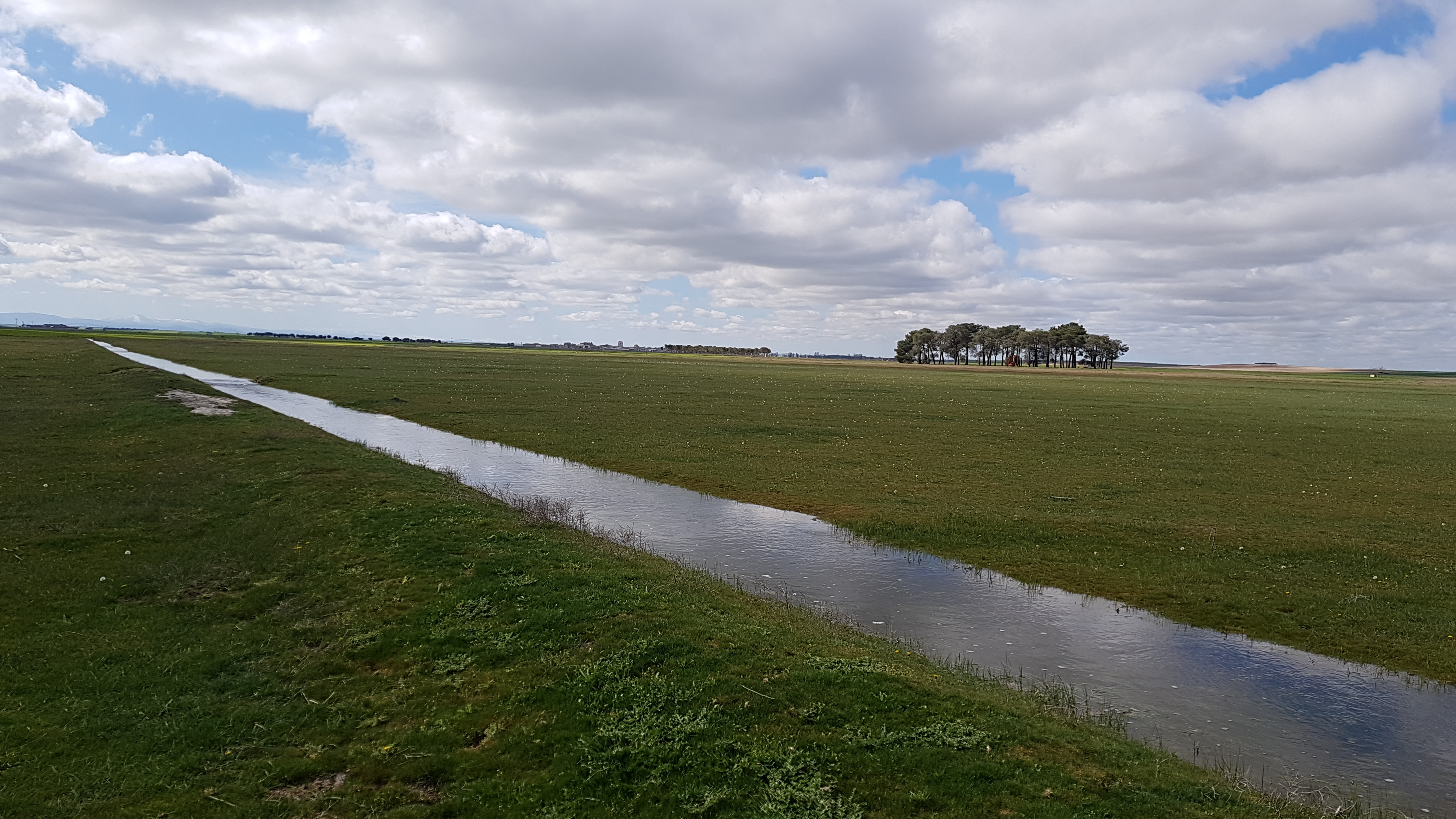
Paisaje LIC de pastizales y arroyo Morteros de gran importancia para el pastoreo en Salvador de Zapardiel

En el plano de la hidrografía, Salvador de Zapardiel tiene un paisaje muy característico por la presencia del río Zapardiel, el río Viejo (meandro abandonado del río Zapardiel) y el arroyo Morteros, uno de los afluentes más relevantes del Zapardiel junto con el río Valtodano (ambos discurren en paralelo). El caudal del río Viejo a día de hoy proviene del arroyo Morteros, ya que ya no se encuentra conectado al Zapardiel hasta la desembocadura en el puente de la carretera VP-8002. 
El paisaje se caracteriza por una vegetación que soporta la adversidad climática de la zona con nieblas abundantes y heladas en la estación fría y la marcada sequía estival en verano, creando un fuerte contraste entre los paisajes verdes y húmedos en invierno, y el paisaje seco del verano. Además el caudal intermitente de los ríos genera aún más singularidad a este paisaje. Los campos de cultivo se combinan con los pastizales y los pinares. Por su parte, la vegetación de ribera es escasa limitándose a  Populus alba y plantas de la familia Juncaceae que abundan principalmente en los restos de las antiguas lagunas y sobre todo, en el río Viejo. 

Por estas singulares características, el municipio se encuentra dentro de una protección ZEPA, IBA, ZEC y LIC (siendo LIC un amplio área del municipio, incluyendo todo el curso del río viejo por el municipio, los pastizales y  la ribera del arroyo de las regueras, que coincide con la cañada principal del municipio). Algunos de estos lugares son El Hoyo o El Valle.

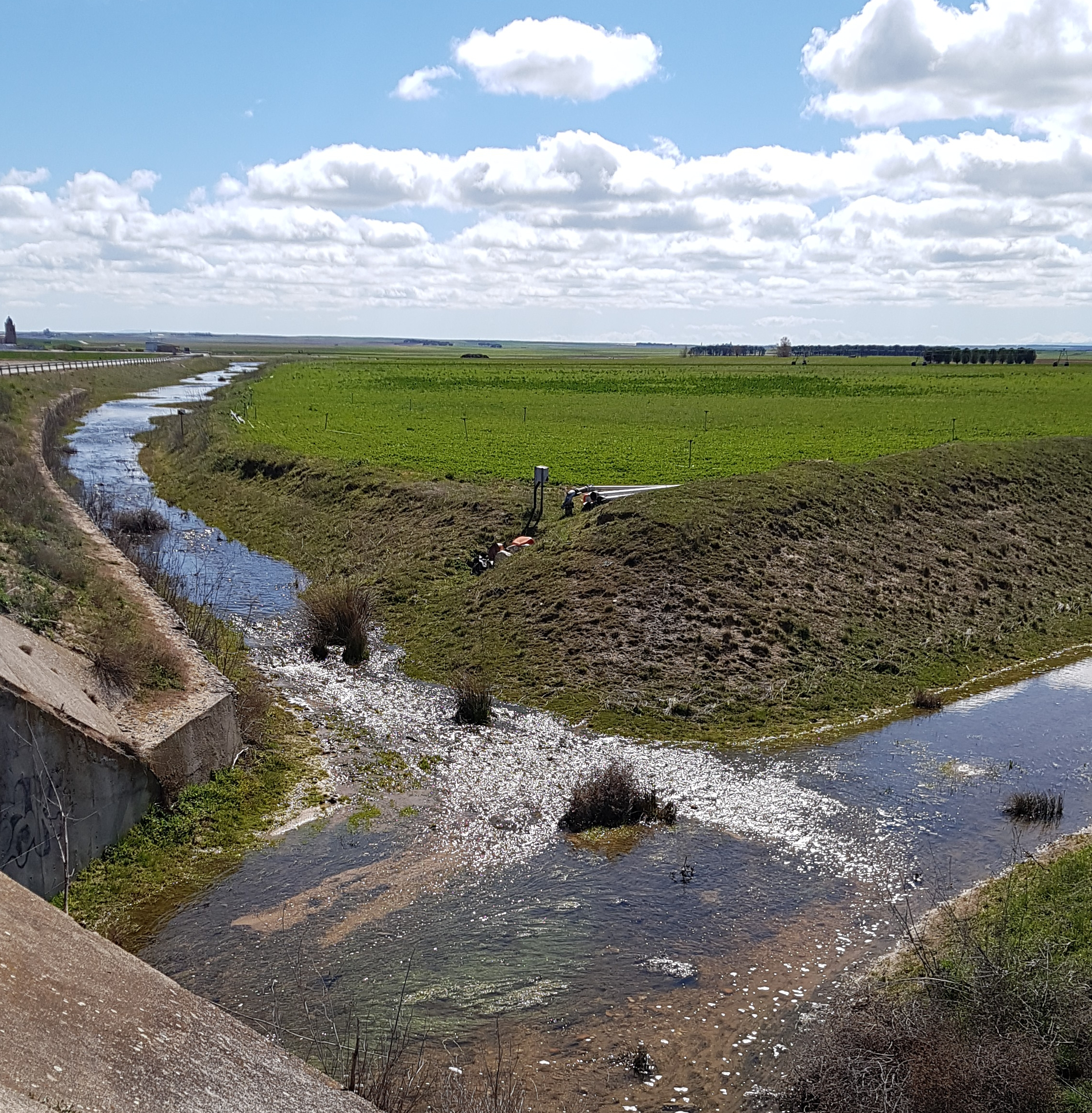
Desembocadura del río Viejo en el río Zapardiel (Salvador de Zapardiel)

## Historia
Salvador de Zapardiel ya existía en el siglo XIII, en esta época llamado "Echasalvador" como parte del arcedianato de Arévalo de la diócesis abulense.
Una de las primeras referencias más específicas para hablar de la historia de este municipio se encuentra el Catastro de Ensenada:
"A la vigésima primera pregunta dijeron que el número de vecinos que compone la población es de treinta y cinco incluidas las viudas y los pobres.
A la vigésimo segunda pregunta dijeron que en esta población hay cuarenta y dos casas, las treinta y siete habitables y las cinco inhabitables y todas de vivienda baja (...) Hay 4 pajares, 2 lagares, la Casa de Concejo, Carnicería y fragua. Un palomar y 4 bodegas subterráneas (...)
A la trigésimo quinta cuestión dijeron que en este pueblo hay 12 labradores y 16 jornaleros (...)
A la trigésimo sexta y séptima pregunta dijeron que en este pueblo sólo hay 2 pobres de solemnidad."

Algunas respuestas del interrogatorio del Catastro de Ensenada de 1749 para el núcleo de Salvador de Zapardiel, en este momento llamado "Salbador de Zapardiel". También hay respuestas para Honcalada (Las Oncaladas del Medio con 11 vecinos, 5 labradores y 8 jornaleros) y el caserío San Llorente (1 vecino, 1 labrador y 4 jornaleros). Durante la época de Ensenada, Honcalada era independiente, mientras que el caserío sí dependía de Salvador. 

Salvador de Zapardiel pertenecía a la Tierra de Arévalo, concretamente al sexmo de Sinlabajos. Es uno de los pueblos de la "Moraña histórica", que se anexionó a Valladolid con la división provincial de Javier de Burgos. A día de hoy, este municipio es el que se encuentra más al sur de toda la provincia de Valladolid, haciendo frontera con Ávila y la comarca de La Moraña.

Gracias al censo de Floridablanca del año 1789,  sabemos que Salvador de Zapardiel se encontraba integrado dentro de la Comunidad de Villa y Tierra de Arévalo, en concreto dentro del sexmo de Sinlabajos. 
Con la nueva división provincial de Javier de Burgos, Salvador de Zapardiel pasó de la provincia de Ávila (Tierra de Arévalo) a la provincia de Valladolid y entró en el partido judicial de Olmedo, cosa que no sucedió con núcleos en esta situación como Lomoviejo, que pasaron al de Medina del Campo.
 

Históricamente también ha sido un área muy marcada por las inundaciones producidas por el río Zapardiel, que se puede apreciar en publicaciones como la de Pascual Madoz:
Salvador (San): Lugar con ayuntamiento en la provincia, aud. y c. g. de Valladolid (121/2 leg.), part. jud. de Olmedo (4 1/2), diócesis de Ávila(40).
Situado en llano, sobre terreno húmedo y pantanoso, a las márgenes del río Zapardiel, que en sus avenidas suele inundar las casas y causar graves estragos; su clima es muy propenso a fiebres intermitentes. Tiene 30 casas: la consistorial muy deteriorada; un pozo público para abrevadero de los ganados; varios para el mismo efecto en casas particulares; una fuente para el surtido del vecindario, pero no son tan gruesas sus aguas, que los vecinos más más acomodados se surten de las de Muriel; hay una iglesia parr. (la Invención de la Santa Cruz) servida por un cura y un sacristán. El término  confina N. Honcaladas; E. Sinlabajos y Muriel, y O. Lomoviejo; dentro de él se encuentran varios pantanos y balsas que contribuyen a la insalubridad del clima. El terreno fertilizado por el río Zapardiel y por el arroyo titulado Morteros, que también suele causar grandes daños, es todo llano y de regular calidad; comprende pastos naturales de unas obradas de cabida. Caminos: Los locales y la carretera de Madrid a Zamora, todos en mediano estado, y en tiempo de lluvias intransitables. PROD: trigo, cebada, centeno, algarroba, algún garbanzo, uvas y buenos pastos, con lo que se mantiene el ganado lanar, vacuno y mular. Población: 27 vecinos y 106 almas. - Pascual Madoz, 1845 en su Diccionario geográfico-estadístico-histórico de España y sus posesiones de ultramar (Tomo XIII, página 710)

En verde, partido judicial de Medina del Campo

Como se aprecia en la descripción, ha sido históricamente una zona extremadamente inundable, tanto por el Zapardiel, como el arroyo Morteros. Las inundaciones de ambos solían venir acompañadas de otros afluentes aguas arriba como el río Valtodano, que solía compartir ciclo de inundaciones con el arroyo Morteros.
Unos siglos más tarde, el municipio pasaría a formar parte del partido judicial de Medina del Campo y a pertenecer a la Mancomunidad Tierras de Medina.

### La destrucción de Salvador por el Zapardiel (1860)
Aunque las inundaciones han sido muy frecuentes, una de las más terribles fue la que se produjo del 23 al 26 de diciembre de 1860, y que quedó registrada en diversos periódicos estatales:
De Salvador de Zapardiel, partido de Medina, escriben al Norte de Castilla en 26 de Diciembre:
«A las doce del día 23 empezó a llover con tanta abundancia como nunca se había conocido. El pueblo y las inmediaciones estaban cubiertos de nieve, y como es natural el río que le da nombre salió de su cauce y se presentó ante nosotros con un aspecto aterrador. A pesar de ser domingo, todos los vecinos, y hasta la mujeres y los niños, se ocuparon en abrir zanjas y hacer diques para contener la inundación.
A las diez de la noche se metió el río en el pueblo por tres partes a la vez. El vecindario en masa se echó a la calle, en medio de los lamentos más tristes y desgarradores Cada uno quiere auxiliar a aquellos de sus parientes o amigos que más riesgo corren: se hacen los más colosales esfuerzos, pero todo es inútil para librarse de la inundación. En vista de esto se tocan las campanas a las doce de la noche; los pueblos de las inmediaciones, como son Muriel, Fuente el Sol y Lomoviejo, se apresuran a socorrernos, pero es inútil también este recurso, y tienen que resignarse a presenciar nuestro dolor, porque ni en caballerías se podían acercar a nuestro pueblo...
Hemos pasado 48 horas mortales, 48 horas que bien podrían compararse a los últimos momentos del trágico fin del mundo, 48 horas inundados, aislados completamente, en medio de la más aflictiva ansiedad.
Todas las casas se han resentido: los corrales han desaparecido todos menos uno: se ha arruinado la única posada que había, llevándose el agua las maderas y hasta las gallinas.
Otras cuatro casas se han arruinado también, aunque no del todo, y estas, y otras se sostienen a fuerza de apeos.
Son incalculables los daños; y para colmo de nuestras desdichas, en medio de tantas ruinas, vemos que el torrente devastador del Zapardiel ha destruido todos los campos y todos los sembrados, privándonos de la próxima cosecha»
A raíz de esta trágica inundación y de la inundación de 1866, se comenzó a encauzar el río Zapardiel en 1867 siendo posiblemente la creación el río nuevo (el Zapardiel actual: encauzado, profundizado y recto) que pasó a ser el cauce principal del Zapardiel, mientras que el antiguo cauce se quedó con el sobrenombre del "río Viejo".
Aun así, los eventos de inundación siguieron sucediendo con frecuencia durante el siglo XX, siendo el último de ellos la inundación de 1997

## Demografía
Cuenta con una población de 103 habitantes (INE 2024).
| Gráfica de evolución demográfica de Salvador de Zapardiel entre 1842 y 2021 |
| |
| Población de derecho según los censos de población del INE Población de hecho según los censos de población del INEEn estos censos se denominaba Salvador: 1842, 1860, 1877, 1887, 1897, 1900, 1910, 1920, 1930, 1940, 1950, 1960, 1970, 1981 y 1991 Entre el censo de 1857 y el anterior, crece el término del municipio porque incorpora a 475008 (Honcalada) |

A nivel demográfico y pese a los desastres frecuentes producidos por las inundaciones, Salvador de Zapardiel muestra una tendencia poblacional creciente durante el siglo XVIII hasta el XIX donde permanece estable hasta comienzos del XX. Para 1920 hay un descenso abrupto de la población. En las próximas décadas, la población se irá recuperando progresivamente hasta 1960, año en el que casi se alcanza el pico máximo de habitantes registrado. A partir de este momento, comienza un descenso sin freno hasta la actualidad, momento en el cual la población es casi 4 veces inferior a la que había cuando comenzó este descenso.
|                 | Censos históricos | Censos históricos | Censos históricos | Población de hecho (INE) | Población de hecho (INE) | Población de hecho (INE) | Población de hecho (INE) | Población de hecho (INE) | Población de hecho (INE) | Población de hecho (INE) | Población de hecho (INE) | Población de hecho (INE) | Población de hecho (INE) | Cifras de población del padrón continuo (INE) | Cifras de población del padrón continuo (INE) | Cifras de población del padrón continuo (INE) | Cifras de población del padrón continuo (INE) |
| Año             | 1789              | 1827              | 1850              | 1900                     | 1910                     | 1920                     | 1930                     | 1940                     | 1950                     | 1960                     | 1970                     | 1980                     | 1991                     | 2001                                          | 2011                                          | 2021                                          | 2023                                          |
| --------------- | ----------------- | ----------------- | ----------------- | ------------------------ | ------------------------ | ------------------------ | ------------------------ | ------------------------ | ------------------------ | ------------------------ | ------------------------ | ------------------------ | ------------------------ | --------------------------------------------- | --------------------------------------------- | --------------------------------------------- | --------------------------------------------- |
| Población Total | 209               | 182               | 431               | 400                      | 428                      | 371                      | 382                      | 411                      | 419                      | 425                      | 343                      | 258                      | 220                      | 192                                           | 159                                           | 110                                           | 106                                           |

## Cultura

### Patrimonio

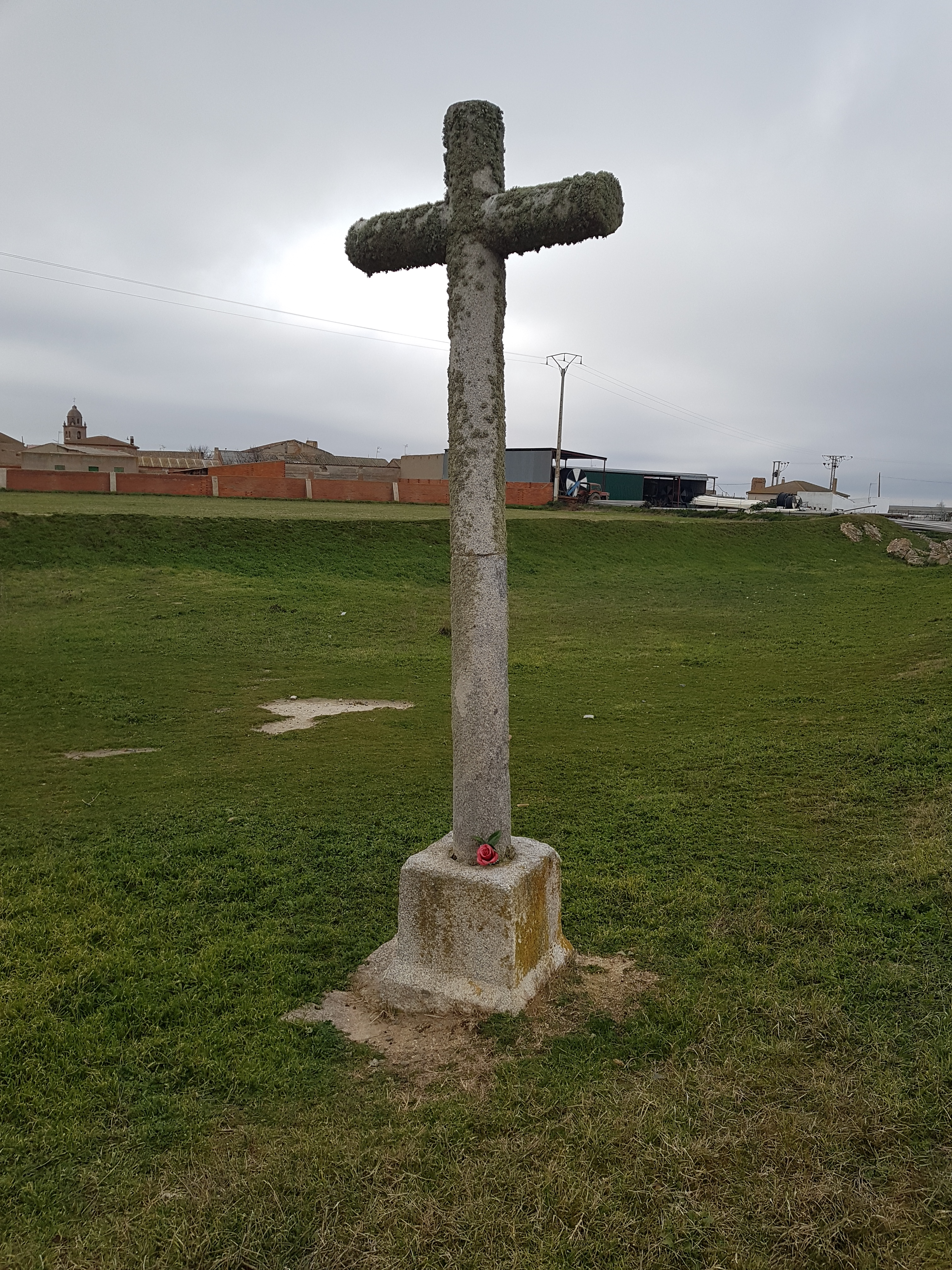
Cruz solitaria

Salvador de Zapardiel destaca por su iglesia de la Invención de la Santa Cruz de estilo mudéjar del siglo XVI, que destaca por los arcos de medio punto de su torre y por los retablos que presenta. 
Otros monumentos destacados son la cruz de la plaza de la Iglesia del siglo XVIII y la cruz solitaria en las afueras del pueblo (en la carretera VP-8906 al lado del puente del arroyo de las Regueras).

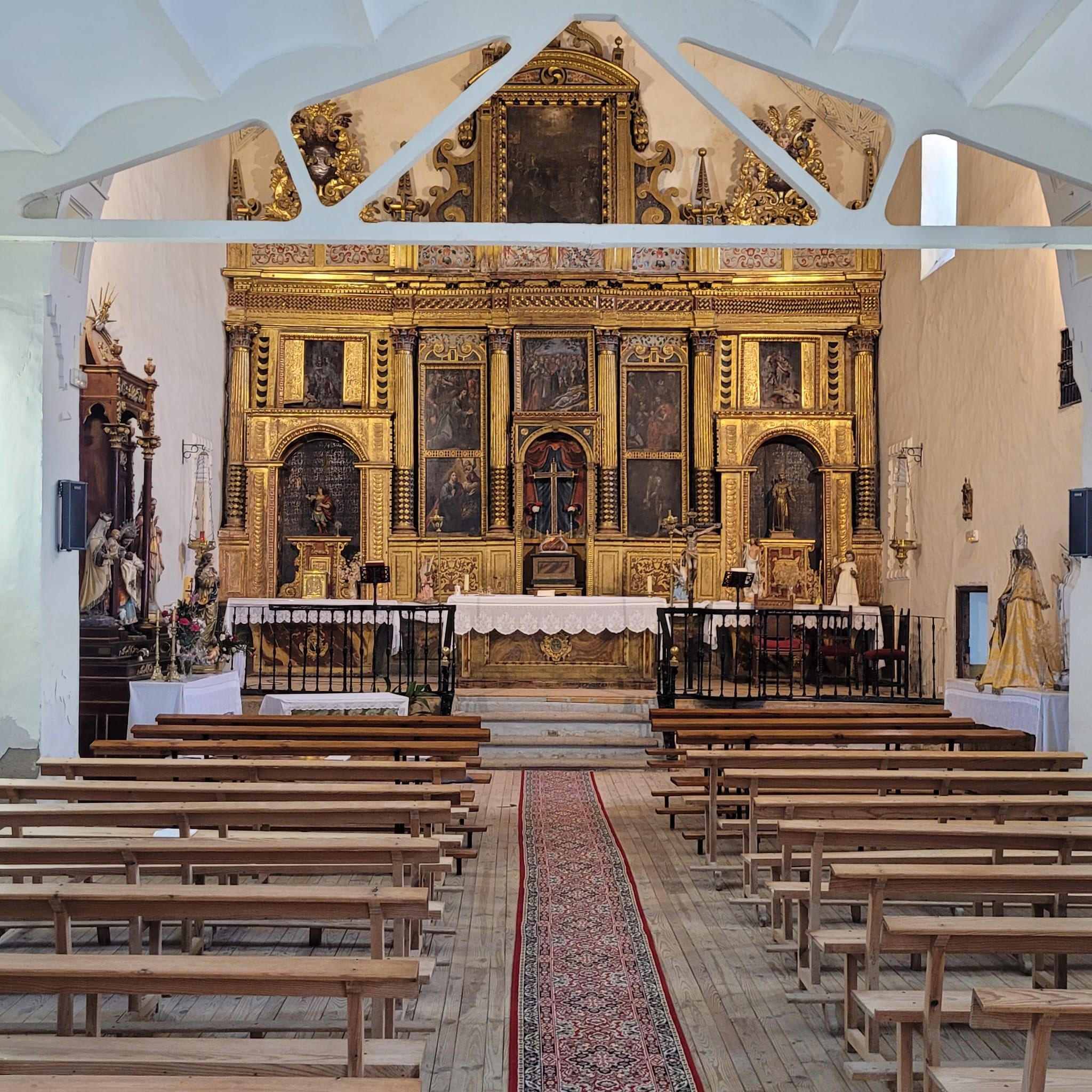
Iglesia de la Invención de la Santa Cruz (Salvador de Zapardiel)

Otro de los grandes monumentos es el olmo milenario que aún se conserva en la plaza de la Iglesia.

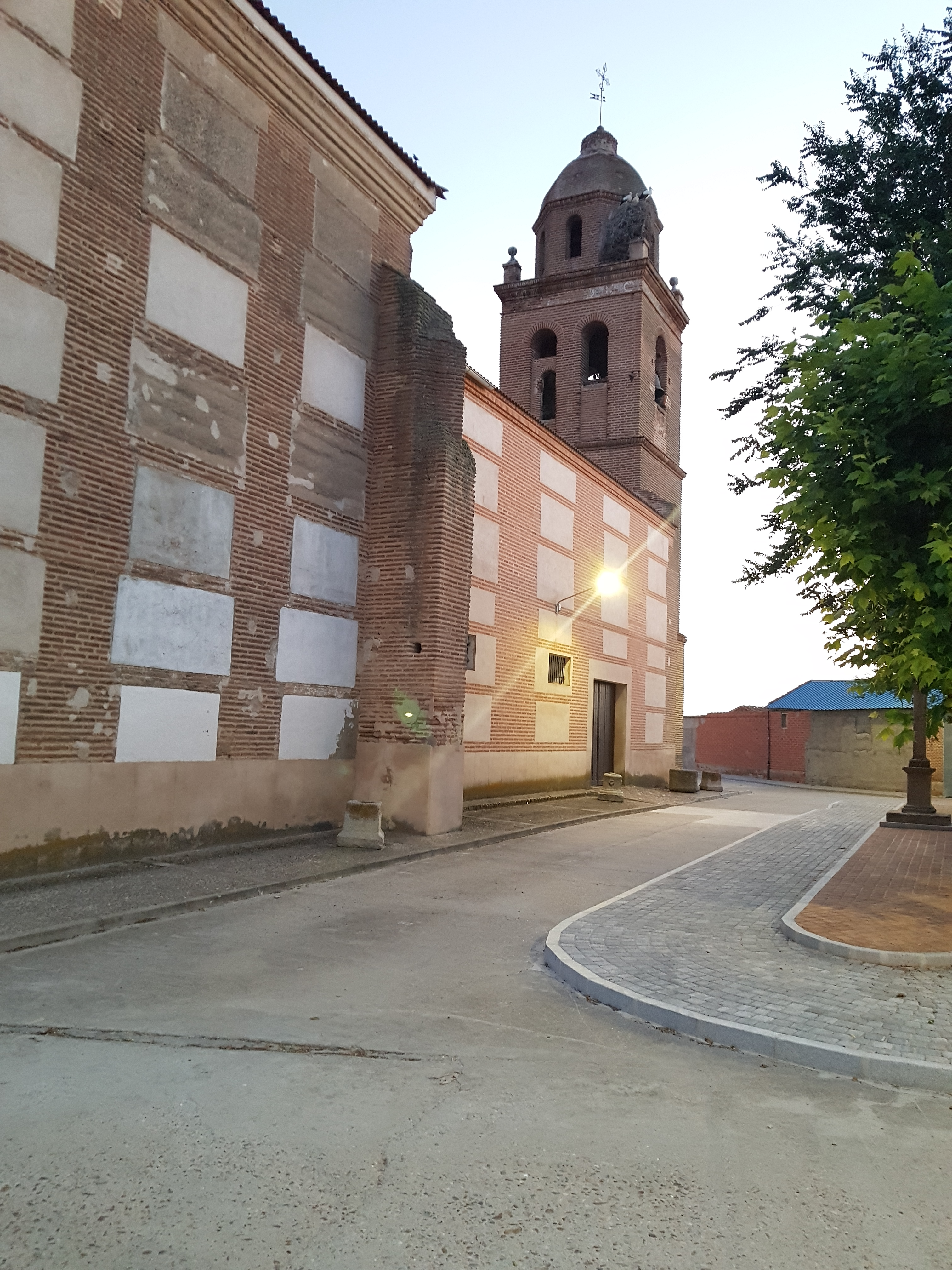
Iglesia de la Invención de la Santa Cruz

### Fiestas
Las fiestas del municipio son el 3 de mayo (Cruz de Mayo) y el 26 de junio (San Pelayo, patrón del municipio), caracterizadas por las tradicionales misas y procesiones, música y juegos. También son destacables las procesiones en Semana Santa.

## Alcaldías históricas

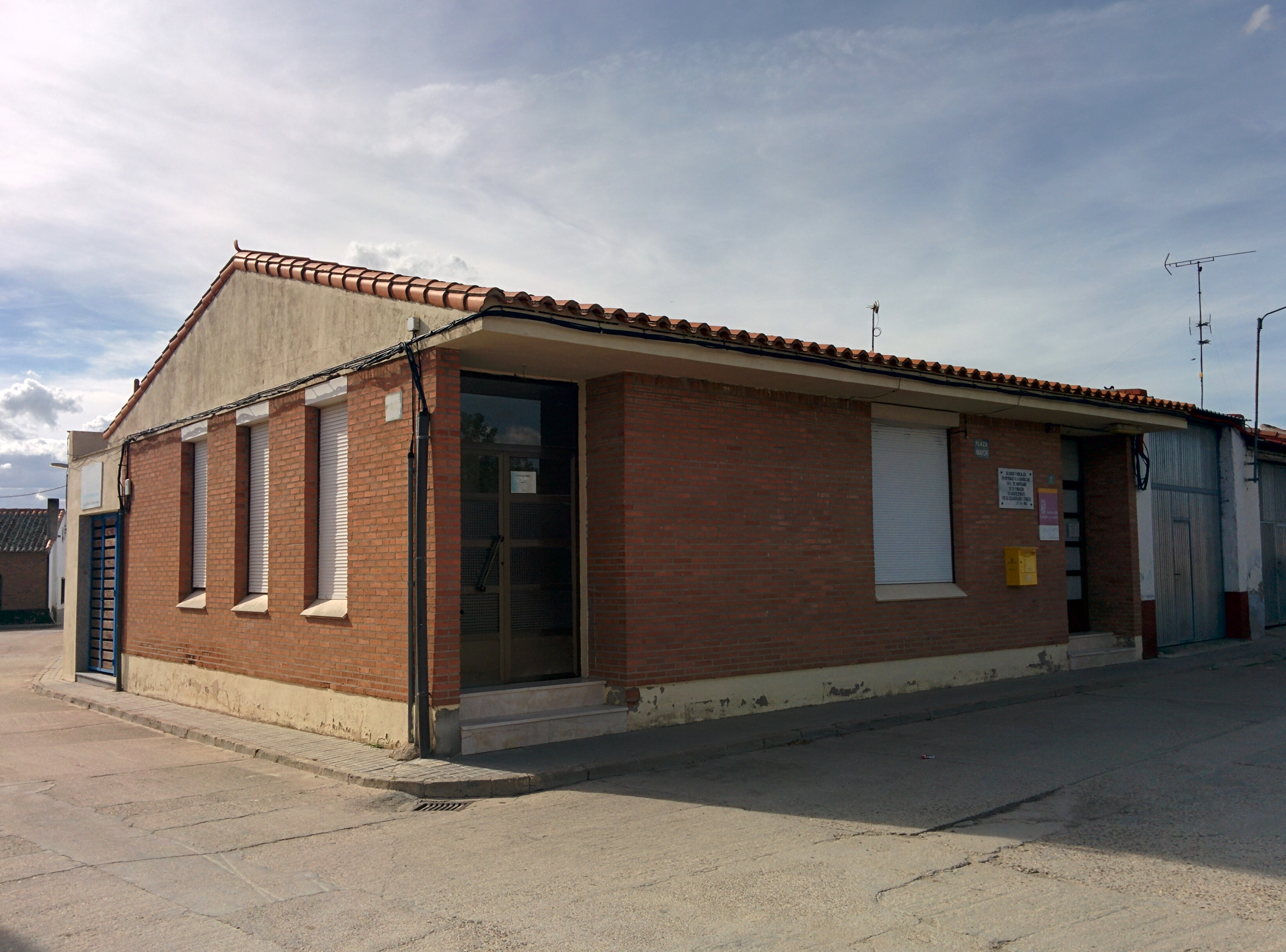
Casa consistorial

| Alcalde                         | Periodo                    | Fuente        |
| ------------------------------- | -------------------------- | ------------- |
| Juan Francisco Díaz             | 1836                       | [ 28 ]        |
| Toribio Díaz                    | 1850-1854                  | [ 29 ] [ 30 ] |
| Ciriaco López                   | 1854-Desconocido           | [ 31 ]        |
| Marcelino Galicia               | 1862-1863                  | [ 32 ]        |
| Álvaro del Olmo                 | 1863-1864                  | [ 33 ]        |
| Deogracias Díaz                 | 1866-1867                  | [ 34 ]        |
| Toribio Díaz                    | 1867-1869                  | [ 35 ] [ 36 ] |
| Nicolás Domínguez               | 1869-1871                  | [ 37 ] [ 38 ] |
| Calisto Vicente                 | 1876                       | [ 39 ]        |
| Deogracias Díaz                 | 1878-1880                  | [ 40 ] [ 41 ] |
| Francisco Coca                  | 1883-1884                  | [ 42 ]        |
| Toribio Díaz                    | 1885* (alcalde accidental) | [ 43 ]        |
| Deogracias Díaz                 | 1885-1889                  | [ 44 ] [ 45 ] |
| Félix Díaz                      | 1890-1893                  | [ 46 ] [ 47 ] |
| Francisco Coca                  | 1894-1897                  | [ 48 ] [ 49 ] |
| Félix Díaz                      | 1897-1901                  | [ 50 ] [ 51 ] |
| Saturnino Jiménez               | 1901* (alcalde accidental) | [ 52 ]        |
| José del Río                    | 1902-1903                  | [ 53 ]        |
| Faustino del Río                | 1904-1908                  | [ 54 ]        |
| Julián Sánchez                  | 1910-1911                  | [ 55 ]        |
| Amador Jiménez Galicia          | 1912-1913                  | [ 56 ]        |
| José María del Olmo             | 1914-1915                  | [ 57 ]        |
| Juan del Río                    | 1916-1919                  | [ 58 ]        |
| Faustino del Río                | 1920-1922                  | [ 59 ]        |
| Marcelino Galicia               | 1923-1924                  | [ 60 ]        |
| José María del Olmo             | 1925-1926                  | [ 61 ]        |
| Pedro Galicia Romo              | 1926-1929                  | [ 62 ]        |
| Marcelino Galicia               | 1930-1931                  | [ 63 ]        |
| Eduardo Legido                  | 1932                       | [ 64 ]        |
| Esteban del Olmo                | 1933-1935                  | [ 65 ]        |
| Eutimio del Río Rujas           | 1936 (Sólo primera mitad)  | [ 66 ] [ 67 ] |
| Esteban del Olmo                | 1936 (Segunda mitad)       | [ 68 ]        |
| José María del Olmo             | 1937 (Primera mitad)       | [ 69 ]        |
| Teodoro Suárez                  | 1937 (Segunda mitad)       | [ 70 ]        |
| José María del Olmo             | 1938                       | [ 71 ]        |
| Julián Sánchez                  | 1939 (Primera mitad)       | [ 72 ]        |
| Esteban del Amo                 | 1939                       | [ 73 ]        |
| Esteban del Olmo                | 1940-1942                  | [ 74 ]        |
| Alberto del Río                 | 1942-1947                  | [ 75 ]        |
| Antonio Sánchez                 | 1948-1955                  | [ 76 ]        |
| Pablo Galicia                   | 1955-1961                  | [ 77 ]        |
| Alberto del Río                 | 1962                       | [ 78 ]        |
| Pablo Galicia                   | 1963 (primera mitad)       | [ 79 ]        |
| Alberto del Río                 | 1963 (segunda mitad)       | [ 80 ]        |
| Antonio Sánchez                 | 1964-1970                  | [ 81 ]        |
| Vidal del Río (UCD)             | 1973-1983                  | [ 82 ]        |
| Timoteo Guerra del Olmo (PP)    | 1983-2006                  |               |
| Inocencio del Olmo Galicia (PP) | 2007-2023                  | [ 83 ]        |
| Luis Ángel Gimeno Vegas (PP)    | 2023                       |               |